# Labidostomis warchalowskii
Labidostomis warchalowskii – gatunek chrząszcza z rodziny stonkowatych i podrodziny Clytrinae.
Gatunek ten opisany został w 2007 roku przez Františka Kantnera na podstawie 10 okazów odłowionych w 2003 roku w górach Taihang w chińskiej prefekturze Shijiazhuang. Epitet gatunkowy nadano na cześć Andrzeja Warchałowskiego.
Chrząszcz o walcowatym ciele długości od 8,3 do 10,5 mm. Głowa jest zielonkawoczarna z ciemnobrązową do czarnej wargą górną, czarnymi żuwaczkami i żółtaworudymi spodami dwóch początkowych członów czułków. Głowę porasta rzadkie i sterczące owłosienie barwy srebrzystej. Na krawędzi przedniej nadustka leży para krótkich ząbków bocznych oraz mały ząbek środkowy. Punktowanie nadustka i czoła jest grube i płytkie, zaś ciemienia delikatniejsze. Między oczami a czułkami leży okrągły, szeroki wcisk. Przedplecze jest dwukrotnie szersze niż dłuższe, zielonkawoczarne, silnie i gęsto punktowane, porośnięte półpołożonym, niezbyt długim owłosieniem. Tarczka jest podługowato-trójkątna, zielonkawoczarna, owłosiona. Pokrywy są 1,8 raza dłuższe niż szerokie, jednolicie rudożółte, niezbyt gęsto punktowane, porośnięte sterczącymi włoskami białej barwy rozmieszczonymi w dziesięciu regularnych rzędach. Skrzydła tylne są w pełni rozwinięte. 
Owad palearktyczny, endemiczny dla Chin, znany tylko z prowincji Hebei.